# Attenkirchen
Attenkirchen település Németországban, azon belül Bajorországban. Lakosainak száma 2774 fő (2023. december 31.). Attenkirchen Au in der Hallertau, Nandlstadt, Zolling és Wolfersdorf községekkel határos.

## Népesség
A település népessége az elmúlt években az alábbi módon változott:
| Lakosok száma | 177  | 391  | 1172 | 1485 | 2554 | 2621 | 2695 | 2729 | 2767 | 2774 |
|               | 1875 | 1950 | 1975 | 1987 | 2012 | 2014 | 2016 | 2017 | 2021 | 2023 |